# Bob Denard
Bob Denard, de verdadero nombre Gilbert Bourgeaud, (Burdeos, Francia, 7 de abril de 1929 - Burdeos, Francia, 13 de octubre de 2007) fue un militar y mercenario francés implicado en numerosas operaciones armadas y golpes de Estado en África. desde la década de 1960, estando activo hasta 1995, utilizando los seudónimos de Gilbert Bourgeaud y Saïd Mustapha Mhadjou en sus operaciones.

## Biografía
Denard nació en 1929 y muy joven sirvió con la Armada Francesa, primero en Indochina y luego en Argelia, hasta que en el periodo de 1952 a 1957 sirvió como policía colonial en Marruecos. Durante la campaña de Argelia se opuso a los acuerdos con los independentistas y fue arrestado al implicarse en un intento de asesinato contra el primer ministro francés Pierre Mendès France en 1954. De ideología fuertemente anticomunista, tras retirarse del servicio activo empezó a operar como mercenario gracias a su experiencia en combate. Ya en 1961 participó en la crisis de Katanga en el Zaire y después de ello participó en diversas operaciones bélicas de mercenarios en Yemen en 1963 hasta volver a Zaire donde vivió como mercenario entre 1964 y 1968 apoyando al bando de Moise Tshombe.
Tras 1968 se estableció en Gabón, operando de nuevo como mercenario contra movimientos independentistas, en tareas de contrainsurgencia, y en apoyo de políticos africanos partidarios de la influencia francesa sobre sus excolonias; también a fines de la década de 1970 apoyó mercenarios europeos en Rhodesia. No obstante, la "especialidad" de Denard fue la intervención armada en las islas Comoras, una excolonia de Francia.
De hecho, a contar desde 1975, Denard participó en cuatro golpes de Estado en Comoras, siendo que su mayor éxito llegó cuando en mayo de 1978 lideró una tropa de mercenarios -mayormente veteranos de ejércitos europeos- que derrocaron violentamente el presidente comorano Ali Soilih para instalar en el poder a Ahmed Abdallah Abderamane, aliado político de Francia. Este éxito permitió a Denard alcanzar gran influencia en la política de Comoras, tornándose en asesor militar de facto de Ahmed Abdallah, acumulando gran riqueza como empresario en las islas, y apoyando desde allí al régimen del apartheid de Sudáfrica al permitir que embarques clandestinos de armamento destinados al gobierno de Pretoria usen el puerto de Moroni en escala hacia puertos sudafricanos.
Empezando la década de 1980 Denard se convirtió al Islam y llegó a derrotar dos intentos de golpe de Estado contra el régimen de Abdallah en 1982 y 1985, sospechándose que sus acciones eran respaldadas de modo tácito por los gobiernos franceses de Giscard d'Estaing primero y de Mitterrand después. Tras el asesinato de Abdallah en noviembre de 1989 y el inicio de una crisis política en Comoras, Denard fue evacuado a Francia por tropas francesas llegadas a Comoros. Esto no implicó que Denard abandonara sus ansias de recobrar poder e influencia, y en 1995 reunió otra fuerzas de mercenarios para recuperar el poder en Comoras; de hecho en septiembre de 1995 Denard y sus mercenarios llegaron a Comoras, apresaron al presidente Said Mohammed Djohar por varios días hasta que el gobierno francés envió tropas regulares para detener a los mercenarios y restablecer al gobierno nativo, quedando Denard detenido por el GIGN francés.
De vuelta en Francia, fue juzgado por asesinatos durante su participación como mercenario, y pasó meses arrestado, sin poder demostrar en su defensa haber contado con apoyo del gobierno francés en el pasado. Dedicando su tiempo y fortuna a defenderse en diversos procesos judiciales por años, no pudo seguir operando como mercenario -ni ayudar a otros como él- desde la década de 1990, padeciendo poco después la Enfermedad de Alzheimer y sin poder escribir sus memorias. Sujeto a un nuevo juicio en 2006, no pudo concluirlo pues murió de un ataque cardíaco en octubre de 2007.